# Dicranoptycha polysticta
Dicranoptycha polysticta är en tvåvingeart som beskrevs av Alexander 1953. Dicranoptycha polysticta ingår i släktet Dicranoptycha och familjen småharkrankar.
Artens utbredningsområde är Madagaskar. Inga underarter finns listade i Catalogue of Life.